# Kristina Nel
Kristina Nel (* 26. September 1953 in München) ist eine deutsche Schauspielerin.

## Leben
Kristina Nels Eltern sind der Bratschist und Klavierbegleiter Rudolf Nel und die Sängerin Lore Fischer. In Ludwig auf Freiersfüßen war Nel 1969 als bezaubernde Jugendliebe von Ludwig Thoma (Hansi Kraus) in ihrer ersten Filmrolle zu sehen. Erneut mit Hansi Kraus stand sie in der Filmreihe Die Lümmel von der ersten Bank vor der Kamera. Sie wuchs in Gräfelfing auf und machte 1973 ihr Abitur am Kurt-Huber-Gymnasium.
Kristina Nel verkörperte in etlichen Filmen und Fernsehspielen nach 1970 junge Frauen mit mehr oder weniger ernsten Liebesproblemen. In dem Militärschwank Lilli – die Braut der Kompanie übernahm sie die Titelrolle. Seit 1976 spielte sie auch Theater, u. a. bei den Festspielen Heppenheim, in Basel, in der Wiener Stadthalle (1979), am Grenzlandtheater Aachen (seit 1980) und am Theater am Kurfürstendamm in Berlin (1980).
1975 heiratete sie den Schauspieler und Regisseur Helmut Förnbacher, mit dem zusammen sie öfters in Theaterstücken auftritt, teilweise auch unter dessen Regie. Sie wohnt mit ihrem Mann in Bottmingen bei Basel.

## Filmografie
- 1969: Ludwig auf Freiersfüßen
- 1969: Hurra, die Schule brennt!
- 1970: Wir hau’n die Pauker in die Pfanne
- 1971: Paragraph 218 – Wir haben abgetrieben, Herr Staatsanwalt
- 1972: Privatdetektiv Frank Kross (Fernsehserie, 4 Folgen)
- 1972: Alpha Alpha (Fernsehserie, 1 Folge)
- 1972: Die Klosterschülerinnen
- 1972: Lilli – die Braut der Kompanie
- 1973: Unsere Tante ist das Letzte
- 1973: Die blutigen Geier von Alaska
- 1973: Eine Frau bleibt eine Frau (Fernsehserie, 1 Folge)
- 1974: Autoverleih Pistulla (Fernsehserie, Folge 6 Hase und Igel)
- 1974: Einer von uns beiden
- 1974: Die Reform (Fernsehfilm)
- 1974: Auch ich war nur ein mittelmäßiger Schüler
- 1974–1975: Aus Liebe zum Sport (Fernsehserie, 2 Folgen)
- 1975: Der Edelweißkönig
- 1975: Beschlossen und verkündet (Fernsehserie, 1 Folge)
- 1976: Alle Jahre wieder – Die Familie Semmeling (Fernsehserie, 3 Folgen)
- 1976: Der Mann, der sich nicht traut (Fernsehfilm)
- 1976–1984: Derrick (Fernsehserie, 5 Folgen)
- 1977: Waldrausch
- 1977: Direktion City (Fernsehserie, 1 Folge)
- 1977: Zum kleinen Fisch (Fernsehserie, 1 Folge)
- 1977: Polizeiinspektion 1 – Der Vermißte (Fernsehserie)
- 1977: Detektiv Harvey (Fernsehserie, 1 Folge)
- 1978: Rosi (Fernsehfilm)
- 1978: Polizeiinspektion 1 – Silvester ist jeden Tag (Fernsehserie)
- 1978: Der Alte – Der schöne Alex (Fernsehserie)
- 1978: Ein Mann für alle Fälle (Fernsehserie)
- 1979: Ein Mann für alle Fälle (Fernsehserie, 2 Folgen)
- 1979: Lawinenexpress (Avalanche Express)
- 1979: Stadtgeschichten (Fernsehserie, 1 Folge)
- 1980: I. O. B. – Spezialauftrag (Fernsehserie, 1 Folge)
- 1981: Der Alte – Schwarzer Montag
- 1981: Der Gerichtsvollzieher (Fernsehserie, 1 Folge)
- 1981: Vater einer Tochter
- 1982: Der Komödienstadel: Die Tochter des Bombardon
- 1982: Reden muß man miteinander (Fernsehserie)
- 1983: Geheimsender 1212 (Fernsehfilm)
- 1985: Es muß nicht immer Mord sein (Fernsehserie, 1 Folge)
- 1986: Urlaub auf Italienisch (Fernsehserie)
- 1987: Warten auf Susi (Kurzfilm)
- 1987: Hans im Glück (Fernsehserie)
- 1989: Ein Fall für Zwei (Fernsehserie, 1 Folge)
- 1989: Mein Butler und ich (Fernsehserie)
- 1990: Insel der Träume (Fernsehserie, 1 Folge)
- 1992: Ein besonderes Paar  (Fernsehserie)
- 1992: Glückliche Reise – Australien (TV-Reihe)
- 1994: Weißblaue Geschichten (Fernsehserie, 1 Folge)
- 1995: Ein unvergeßliches Wochenende (Fernsehserie, 1 Folge)
- 1995: Unser Charly (Fernsehserie, 1 Folge)
- 1995: Die Männer vom K3 (Fernsehserie, 1 Folge)
- 1996: Alles wegen Robert De Niro (Fernsehfilm)
- 1997: Großstadtrevier – Trotz allem (Fernsehserie)
- 1998: Tatort – Am Ende der Welt
- 1998: Heimatgeschichten – Nicht mit uns (Fernsehserie)
- 1999: Großstadtrevier – Unter einem Dach (Fernsehserie)
- 2020: Durchschaut (Kurzfilm)